# NGC 876
NGC 876 (другие обозначения — UGC 1766, MCG 2-6-57, PGC 8770) — спиральная галактика (Sc) в созвездии Овен. Открыта Р. Дж. Митчеллом в 1854 году. Описание Дрейера: «очень тусклый, маленький объект круглой формы, находится в 107" к юго-западу от NGC 877».
Этот объект входит в число перечисленных в оригинальной редакции «Нового общего каталога». Иногда открытие этого объекта, как и некоторых других, приписывается Уильяму Парсонсу, ассистентом которого был Митчелл.
Галактика NGC 876 входит в состав группы галактик NGC 877. Помимо NGC 876 в группу также входят IC 1791, NGC 871, NGC 877, UGC 1693, UGC 1761, UGC 1773 и UGC 1817.